# Чемпионат СССР по боксу 1944
10-й чемпионат СССР по боксу проходил с 4 по 7 июня 1944 года в Москве. Личные соревнования проводились в 2 круга по формуле боёв 3 раунда по 3 минуты. 1 круг (бои до 1/2 финала) проходил по олимпийской системе, после чего полуфиналисты встречались между собой по круговой системе. Участие в чемпионате принимали 54 боксёра.

## Медалисты
| Весовая категория           | Золото                                    | Серебро                                     | Бронза                                                           |
| --------------------------- | ----------------------------------------- | ------------------------------------------- | ---------------------------------------------------------------- |
| Наилегчайший вес (до 51 кг) | Лев Сегалович РККА (Москва)               | В. Ильин «Спартак» (Ленинград)              | Борис Каладзе «Динамо» (Тбилиси)                                 |
| Легчайший вес (до 54 кг)    | Иван Авдеев «Динамо» (Москва)             | Валентин Берзин ВМФ (Ленинград)             | Эдуард Месьян «Динамо» (Тбилиси)                                 |
| Полулёгкий вес (до 57 кг)   | Виктор Пушкин «Крылья Советов» (Москва)   | Александр Любимов «Крылья Советов» (Москва) | Анатолий Грейнер РККА (Харьков)                                  |
| Лёгкий вес (до 60 кг)       | Шалва Горгаслидзе «Строитель» (Тбилиси)   | Борис Меладзе «Динамо» (Тбилиси)            | Борис Квинихидзе «Спартак» (Тбилиси)                             |
| Полусредний вес (до 67 кг)  | Сергей Щербаков «Крылья Советов» (Москва) | Роман Каристэ «Динамо» (Таллин)             | Илья Давыдов «Динамо» (Ташкент)                                  |
| Средний вес (до 73 кг)      | Евгений Огуренков «Строитель» (Москва)    | Иван Ганыкин «Спартак» (Москва)             | И. Амеличкин ВМФ (Москва)                                        |
| Полутяжёлый вес (до 81 кг)  | Виктор Степанов «Локомотив» (Москва)      | Левон Гудушаури «Динамо» (Тбилиси)          | Бернхард Салонг «Динамо» (Таллин)                                |
| Тяжёлый вес (свыше 81 кг)   | Андро Навасардов «Динамо» (Тбилиси)       | Николай Королёв «Спартак» (Москва)          | Мартин Линнамяги «Динамо» (Таллин) Николай Юрченко РККА (Москва) |